# Бергсон, Абрам
А́брам Бе́ргсон (англ. Abram Bergson; 21 апреля 1914, Балтимор — 23 апреля 2003, Кембридж, шт. Массачусетс) — американский экономист, специалист по советской экономике.

## Биография
Получил степень бакалавра в 1933 году в Университете Джонса Хопкинса. Магистерскую степень (1935) и степень доктора философии (1940) получил в Гарвардском университете.
В 1940—1942 годах преподавал в Университете Техаса. Затем работал руководителем отдела русской экономики в Управлении стратегических служб США во время Второй мировой войны. После войны преподавал на экономическом факультете Колумбийского университета. В 1956 году стал профессором экономики в Гарвардском университете, где и работал до ухода на пенсию в 1981 году. Возглавлял гарвардский Русский исследовательский центр в 1964—1968 и 1977—1980 годах.
Был членом Консультативного совета по общественным наукам при Агентстве по контролю над вооружением и разоружением в 1966—1973 годах и председателем этого Совета в 1971—1973.
В 1975 получил награду за выдающийся вклад в изучение СССР от Американской академии искусств и наук. Лауреат премии Дж. Р. Коммонса (1979).

## Научный вклад
Сделал себе имя, будучи аспирантом, написав статью по экономике благосостояния «Переосмысление некоторых аспектов экономики благосостояния» («A Reformulation of Certain Aspects of Welfare Economics», Quarterly Journal of Economics, 1938).
Основной сферой его исследований была экономика СССР. Как отмечает американский проф. Мартин Малиа, Бергсон в своей основополагающей работе «Реальный национальный доход Советской России с 1928 г.» (1961) резюмирует, что с 1928 по 1940 г. советский ВНП вырос более чем на 60 %. «Если иметь в виду, что за те же годы ВНП в США упал в целом на 33 %, то советские показатели (по Бергсону) предстанут одними из самых впечатляющих в XX в.», — пишет Малиа.
До конца 60-х годов полагал, что СССР проигрывает Западу с точки зрения отдачи ресурсов, но благодаря возможности заимствования технического и иного опыта у Запада имеет преимущество по темпам повышения суммарной производительности факторов производства, которое по мере сокращения разрыва как бы автоматически испаряется. Однако в начале 70-х годов Бергсон опубликовал расчёты, свидетельствующие, что эффективность экономики СССР начала снижаться вследствие того, что высокий уровень капиталоёмкости производства уже не мог компенсироваться ростом производительности труда, и предсказал неуклонное снижение темпов роста СССР в 1970—1989 годы до нуля. Исходя из этого, им был сделан вывод о неизбежном отказе в СССР от планово-централизованной системы хозяйствования и переходе на рыночную модель.

## Основные произведения
- «Структура советской заработной платы: исследование социалистической экономики» (The Structure of Soviet Wages: A Study in Socialist Economics, 1944);
- «Реальный национальный доход советской России с 1928 г.» (Real National Income of Soviet Russia, Since 1928, 1961).
- The Economics of Soviet Planning. — New Haven: Yale University Press, 1964.
- «Производительность и социалистическая система: Советский Союз и Запад» (Productivity and the Social System-The USSR and the West, 1978).